# Titelsida

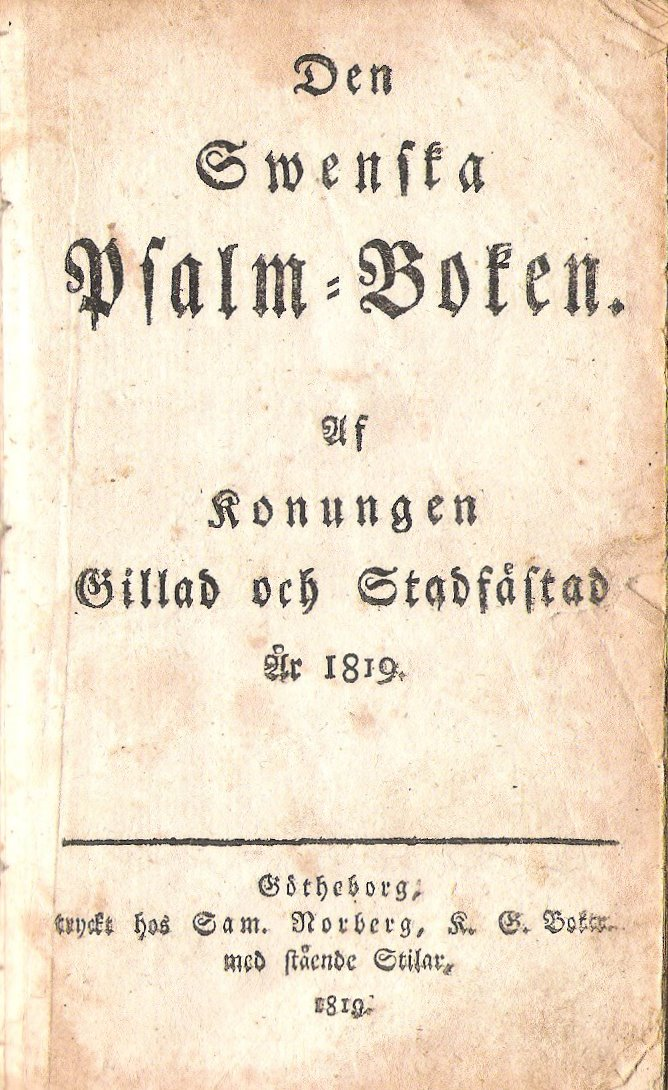
Titelsidan till ett exemplar av 1819 års psalmbok, tryckt 1819.

Titelsidan benämns den sida i en publikation (oftast böcker) på vilken publikationens huvudtitel och undertitel skrivs tillsammans med annan, kortare information, som exempelvis förlagets och författarens namn och år.
Titelsidan är framsidan av titelbladet (titelarket). På baksidan av titelbladet finns oftast copyrightsidan, med den så kallade kolofonen som innehåller tryckuppgifter av olika slag.
Titelsidan brukar i regel föregås av försättssidan och smutssidan, och är oftast placerad på högersidan.
Ordet "titelsida" är belagt i svenska språket sedan 1729.